# Мурадян, Армен Абгарович
Армен Абгарович Мурадян (арм. Արմեն Աբգարի Մուրադյան; род. 10 июля 1972, Ереван) — армянский учёный, врач-онкоуролог и государственный деятель, доктор медицинских наук, профессор. Министр здравоохранения Армении (2014—2016). Ректор Ереванского государственного медицинского университета (2016—н. в.).

## Биография
Родился 10 июля 1972 года в Ереване. В 1987—1988 годах учился в заочной школе № 1 там же
В 1989—1995 годах обучался на лечебном факультете Ереванского государственного медицинского института (сейчас Ереванский государственный медицинский университет, ЕГМУ). В 1995—1998 годах обучался на кафедре хирургии № 2 в ЕГМУ по специальности «урология».
В 1998—2000 годах обучался в аспирантуре на кафедре онкологии и лучевой терапии ЕГМУ. В 2000 году защитил диссертацию «Вопросы моделирования предракового состояния предстательной железы и прогнозирования клинического течения рака» и получил учёную степень кандидата медицинских наук.
В 1987—1993 годах работал фельдшером и санитаром в отделении реанимации и операционной Всесоюзного научного центра хирургии Армянской ССР. В 2001—2008 годах работал в Республиканском медицинском центре «Армения», в том числе с 2003 года — руководителем урологического отделения.
В 2002—2003 годах работал в ЕГМУ на кафедре хирургии № 2. В 2003 году основал кафедру урологии ЕГМУ, которой руководил до 2011 года. В 2005 году получил там учёное звание профессора. С 2014 года является заведующим кафедры урологии и андрологии ЕГМУ. С 2016 года является ректором ЕГМУ, в том числе переизбирался в 2021 году.
В 2004—2006 годах являлся советником министра здравоохранения Армении. В 2006—2014 годах являлся главным урологом Министерства здравоохранения Армении. В 2014—2016 годах являлся министром здравоохранения Армении.
В 2005 году защитил диссертацию «Клинико-биологические основы комплексного лечения распространенного рака простаты» и получил учёную степень доктора медицинских наук.
С 2007 года входит в редакционную коллегию научного журнала «Военная медицина» и является заместителем главного редактора «Нового армянского медицинского журнала». С 2008 года входит в редакционный совет журнала «Урология», Москва.
В 2008—2012 годах работал в Национальном онкологическом центре имени В. А. Фанарджяна, являлся заместителем директора по медицинским вопросам. В 2011 года получил там учёное звание профессора.
В 2009—2013 годах являлся президентом Армянской урологической ассоциации, переизбирался в 2011 году.
С 2012 года является исполнительным директором медицинского центра «Сурб Нерсес Мец». В 2013—2014 годах являлся исполнительным директором медицинского центра «Измирлян».
Состоит в браке, имеет дочь и двух сыновей.

## Награды
- Медаль «За заслуги перед Отечеством» II степени (2017)[1].